# Littérature canadienne-anglaise
La littérature canadienne-anglaise reflète les perspectives uniques au Canada en ce qui a trait à la nature, la vie aux frontières de la civilisation, et la place du Canada et des Canadiens dans le monde. La diversité culturelle et ethnique du Canada anglais se reflète dans les œuvres de ses écrivains, et la vie des communautés ethniques minoritaires occupe une place centrale dans les œuvres des écrivains les plus connus au XXIe siècle.
- Tout d'abord, les effets du climat et de la géographie sont importants pour les auteurs canadiens anglais.
- Deuxièmement, on trouve souvent des références à la vie des pionniers dans la littérature canadienne-anglaise, surtout dans la littérature écrite avant 1980. Une succession d'écrivains ont décrit la vie aux frontières de la civilisation dans le Haut-Canada, les provinces maritimes, l'ouest et le grand nord.
- Troisièmement, nombre d'auteurs réfléchissent sur la place du Canada dans le monde. Tout comme les Canadiens de langue française ont l'impression d'être complètement entourés par un océan culturel anglophone en Amérique du nord, les Canadiens-anglais se sentent dominés par une culture américaine omniprésente, et les écrivains ont souvent de la difficulté à se faire entendre même dans leur propre pays.

## La question de la littérature canadienne
Pendant longtemps a existé un problème de la littérature canadienne, surtout celle de langue anglaise, qui était justement s'il existait véritablement une littérature méritant la désignation de littérature nationale. Cette question était débattue depuis le milieu du XIXe siècle. Pourtant, l'identité canadienne-anglaise (tout comme l'identité québécoise) est étroitement liée à sa littérature. 
La littérature canadienne se divise en plusieurs catégories. Les critiques littéraires ont décelé trois types de catégorisation :
- Le plus commun consiste à considérer les écrivains selon leur région ou la province d'origine ;
- Un deuxième moyen est de considérer les périodes littéraires, telles la poésie de l'entre-guerre, le roman post-moderne, etc.
- On peut aussi diviser la littérature selon les auteurs : les écrivaines, les auteurs amérindiens, ou les écrivains canado-irlandais ont chacun fait l'objet d'anthologies littéraires distinctes.

## Caractéristiques de la littérature canadienne-anglaise
Margaret Atwood, auteur canadienne bien connue, dans son œuvre de critique littéraire Survival:  A Thematic Guide to Canadian Literature (La Survivance: essai sur la littérature canadienne) publiée en 1972 avance que le thème qui domine et dirige la littérature canadienne (et elle inclut la littérature canadienne de langue française) est la question de la survie, soit de la survie de l'individu face à une nature impitoyable ou une société rigide et étouffante, soit la survie d'un peuple peu nombreux (les Autochtones, les Acadiens, les Québécois, les Canadiens-anglais) entouré de voisins beaucoup plus puissants (les colonisateurs d'origine européenne, le Canada-anglais ou les Américains) qui peuvent, à tout moment ou bien au long des années, nier l'existence même d'une culture autre.
La littérature canadienne-anglaise en particulier explore les thèmes suivants:
- l'échec : la réussite ni de l'individu ni de la collectivité n'est garantie. Par exemple, les romans de Frederick Philip Grove contrastent les réalisations immenses et durables des premiers pionniers à l'incapacité de leurs descendants de poursuivre leur œuvre fondatrice. Un exemple plus récent est le roman de Timothy Findley Not Wanted on the Voyage, ou The English Patient (Le patient anglais) de Michael Ondaatje ;
- L'humour:  même les sujets sérieux s'imprègnent d'humour. Robertson Davies en est un exemple, dans ses romans tels que Fifth Business (Cinquième emploi, encore appelé L'objet du scandale) ou Rebel Angels (Les anges rebelles). Les romans de Mordecai Richler, tels The Apprenticeship of Duddy Kravitz (L'apprentissage de Duddy Kravitz) constituent également des exemples probants.
- Le sentiment anti-américain : un des premiers écrivains de la Nouvelle-Écosse au XIXe siècle, Thomas Chandler Haliburton, inventa un personnage américain, Sam Slick, qui devint l'archétype du marchand yankee plus ou moins honnête. En général ce sentiment se manifeste dans une satire plutôt douce que méchante.
- La nature :  la nature est dépeinte comme une force dérangeante (Roughing It In the Bush de Susanna Moodie ; L'Histoire de Pi de Yann Martel)
- Le multiculturalisme : un thème de plus en plus important depuis la deuxième guerre mondiale, illustré par des auteurs comme Morley Callaghan avec The Loved and the Lost, Joy Kogawa ou Wayson Choy
- La satire et l'ironie : la satire se révèle fréquemment dans la littérature canadienne-anglaise. Dès le XIXe siècle, Stephen Leacock et Thomas Chandler Haliburton se sont illustrés dans cette veine.
- La quête de l'identité :  quelques romans canadiens se fixent autour du thème de la découverte personnelle, et du besoin des personnages de justifier leur existence. Un bon exemple est Cinquième emploi de Robertson Davies ou bien L'Histoire de Pi de Yann Martel.
- Le gothic de l'Ontario du Sud : pour une raison mal expliquée, la société anglo-protestante de l'Ontario donna naissance à tout un genre de roman qui critique la mentalité étriquée et rigide de l'Ontario du sud.  Plusieurs auteurs parmi les plus connus ont écrit dans ce genre. On peut citer les nouvelles d'Alice Munro, les romans de Jane Urquhart, ou encore Captive (Alias Grace) de Margaret Atwood.
- Le héros opprimé : le héros le plus typique de la littérature canadienne-anglaise est l'homme ou la femme ordinaire qui doit faire face à de nombreux obstacles pour réaliser son destin.

## La littérature canadienne-anglaise duXIXesiècle
La littérature de la période avant la Confédération de 1867 et peu après se distingue par sa thématique coloniale. Le Canada constitue encore la frontière du monde civilisé, avec une population rurale qui n'est ni aussi civilisée que les Européens, ni aussi sûre d'elle-même que les Américains. Les écrivains de cette période peuvent se plaindre de la difficulté de la vie pionnière (comme Susanna Moodie au Haut-Canada) ou peuvent se moquer des mœurs et croyances simples des gens ordinaires (comme Stephen Leacock), ou bien Lucy Maud Montgomery.
Vint ensuite la période élégiaque : le Canada, un pays vaste au milieu de l'Empire Britannique, doté d'un territoire immense et d'une grande beauté naturelle, semblait voué à un avenir sans bornes. Aujourd'hui, la poésie de Bliss Carman a perdu sa popularité, mais les poètes et les écrivains de cette époque ont tenté d'exprimer ce que signifiait vivre au milieu des forêts ou des marais sauvages du Nouveau-Brunswick ou de l'Ontario et non pas parmi les foules de Londres ou New York.

## Littérature canadienne-anglaise duXXesiècle
Au cours du XXe siècle, les écrivains canadiens d'expression anglaise tentent d'établir leurs propres traditions littéraires. Hugh MacLennan dans Two Solitudes (Les Deux Solitudes) décrit le clivage linguistique qui séparait (et sépare toujours d'ailleurs) la société de la minorité francophone de celle des anglophones. Margaret Laurence, une écrivaine du Manitoba, examine l'évolution de la société canadienne-anglaise des villes de taille moyenne, et surtout le rôle des femmes dans la vie moderne. Un autre écrivain qui mérite d'être cité, qui explore le développement de l'individu dans un contexte canadien-anglais, est Robertson Davies, un auteur de l'Ontario. Son roman What's Bred in the Bone (Un Homme remarquable), par exemple, décrit avec précision et souvent avec humour, une petite ville canadienne au début du XXe siècle.
Plus récemment, les œuvres d'écrivains canadiens d'expression anglaise ont reçu une reconnaissance critique et populaire dépassant les frontières du pays. 
Depuis les années 1970, Margaret Atwood, maintenant la doyenne de la CanLit, est célèbre pour ses romans, tels que Cat's Eye (Œil-de-chat), The Handmaid's Tale (La servante écarlate) et The Blind Assassin (Le Tueur aveugle). 
The English Patient (L'Homme flambé) de Michael Ondaatje a donné naissance à un film qui a connu un succès commercial remarquable. Son roman In the Skin of a Lion (Dans la peau d'un lion) décrit la société de Toronto dans les années 1920.
The Life of Pi (L'Histoire de Pi) de Yann Martel gagna le prix Booker. Carol Shields, Jane Urquhart et Rohinton Mistry sont d'autres auteurs qui ont connu un succès à l'échelle mondiale.
Marissa Stapley est aussi une écrivaine de best-sellers de qualité.